# Cercospora nicotianae
Cercospora nicotianae är en svampart som beskrevs av Ellis & Everh. 1893. Cercospora nicotianae ingår i släktet Cercospora och familjen Mycosphaerellaceae.   Inga underarter finns listade i Catalogue of Life.